# 15e cérémonie des Screen Actors Guild Awards
La 15e cérémonie des Screen Actors Guild Awards, décernés par la Screen Actors Guild, a eu lieu le 25 janvier 2009, et a récompensé les acteurs et actrices du cinéma et de la télévision ayant tourné en 2008.

## Palmarès et nominations

### Cinéma

#### Meilleur acteur dans un premier rôle
- Sean Penn pour le rôle de Harvey Milk dans Harvey Milk (Milk)
  - Brad Pitt pour le rôle de Benjamin Button dans L'Étrange Histoire de Benjamin Button (The Curious Case of Benjamin Button)
  - Richard Jenkins pour le rôle de Walter Vale dans The Visitor
  - Frank Langella pour le rôle de Richard Nixon dans  Frost/Nixon
  - Mickey Rourke pour le rôle de Randy "Ram" Robinson dans The Wrestler

#### Meilleure actrice dans un premier rôle
- Meryl Streep pour le rôle de la Sœur Aloysious Beauvier dans Doute (Doubt)
  - Anne Hathaway pour le rôle de Kym dans Rachel se marie (Rachel Getting Married)
  - Angelina Jolie pour le rôle de Christine Collins dans L'Échange (Changeling)
  - Melissa Leo pour le rôle de Ray Eddy dans Frozen River
  - Kate Winslet pour le rôle d'April Wheeler dans Les Noces rebelles (Revolutionary Road)

#### Meilleur acteur dans un second rôle
- Heath Ledger pour le rôle du Joker dans The Dark Knight : Le Chevalier noir (The Dark Knight)
  - Josh Brolin pour le rôle de Dan White dans Harvey Milk (Milk)
  - Robert Downey Jr. pour le rôle de Kirk Lazarus dans Tonnerre sous les Tropiques (Tropic Thunder)
  - Philip Seymour Hoffman pour le rôle du Père Brendan Flynn dans Doute (Doubt)
  - Dev Patel pour le rôle de Jamal Malik dans Slumdog Millionaire

#### Meilleure actrice dans un second rôle
- Kate Winslet pour le rôle de Hanna Schmitz dans The Reader
  - Amy Adams pour le rôle de la Sœur James dans Doute (Doubt)
  - Penelope Cruz pour le rôle de María Elena dans Vicky Cristina Barcelona
  - Viola Davis pour le rôle de Mrs. Miller dans Doute (Doubt)
  - Taraji P. Henson pour le rôle de Queenie dans L'Étrange Histoire de Benjamin Button (The Curious Case of Benjamin Button)

#### Meilleure distribution
- Slumdog Millionaire
  - Doute (Doubt)
  - L'Étrange Histoire de Benjamin Button (The Curious Case of Benjamin Button)
  - Frost/Nixon
  - Harvey Milk (Milk)

#### Meilleure équipe de cascadeurs
- The Dark Knight : Le Chevalier noir (The Dark Knight)
  - Hellboy 2 (Hellboy II: The Golden Army)
  - Indiana Jones et le Royaume du crâne de cristal (Indiana Jones and the Kingdom of the Crystal Skull)
  - Iron Man
  - Wanted : Choisis ton destin (Wanted)

### Télévision
Note : le symbole « ♕ » rappelle le gagnant de l'année précédente (si nomination).

#### Meilleur acteur dans une série dramatique
- Hugh Laurie pour le rôle du Dr Gregory House dans Dr House (House)
  - Michael C. Hall pour le rôle de Dexter Morgan dans Dexter
  - Jon Hamm pour le rôle de Don Draper dans Mad Men
  - William Shatner pour le rôle de Denny Crane dans Boston Justice (Boston Legal)
  - James Spader pour le rôle d'Alan Shore dans Boston Justice (Boston Legal)

#### Meilleure actrice dans une série dramatique
- Sally Field pour le rôle de Nora Holden-Walker dans Brothers and Sisters
  - Elisabeth Moss pour le rôle de Peggy Olson dans Mad Men
  - Mariska Hargitay pour le rôle d'Olivia Benson dans New York, unité spéciale (Law & Order: Special Victims Unit)
  - Holly Hunter pour le rôle de Grace Hanadarko dans Saving Grace
  - Kyra Sedgwick pour le rôle de Brenda Leigh Johnson dans The Closer

#### Meilleur acteur dans une série comique
- Alec Baldwin pour le rôle de Jack Donaghy dans  30 Rock ♕
  - Steve Carell pour le rôle de Michael Scott dans The Office
  - David Duchovny pour le rôle de Hank Moody dans Californication
  - Jeremy Piven pour le rôle de Charlie Harper dans Entourage
  - Tony Shalhoub pour le rôle d'Adrian Monk dans Monk

#### Meilleure actrice dans une série comique
- Tina Fey pour le rôle de Liz Lemon dans 30 Rock ♕
  - Christina Applegate pour le rôle de Samantha Newly dans Samantha qui ? (Samantha Who?)
  - America Ferrera pour le rôle de Betty Suarez dans Ugly Betty
  - Mary-Louise Parker pour le rôle de Nancy Botwin dans Weeds
  - Tracey Ullman pour plusieurs personnages dans Tracey Ullman's State of the Union

#### Meilleure distribution pour une série dramatique
- Mad Men
  - Boston Justice (Boston Legal)
  - Dexter
  - Dr House (House)
  - The Closer

#### Meilleure distribution pour une série comique
- 30 Rock
  - Desperate Housewives
  - Entourage
  - The Office ♕
  - Weeds

#### Meilleur acteur dans un téléfilm ou dans une minisérie
- Paul Giamatti pour le rôle de John Adams dans John Adams
  - Ralph Fiennes pour le rôle de Bernard Lafferty dans Bernard et Doris (Bernard and Doris)
  - Kevin Spacey pour le rôle de Ron Klain dans Recount
  - Kiefer Sutherland pour le rôle de Jack Bauer dans 24: Redemption
  - Tom Wilkinson pour le rôle de Benjamin Franklin dans John Adams

#### Meilleure actrice dans un téléfilm ou dans une minisérie
- Laura Linney pour le rôle d'Abigail Adams dans John Adams
  - Laura Dern pour le rôle de Katherine Harris dans Recount
  - Shirley Maclaine pour le rôle de Coco Chanel dans Coco Chanel
  - Phylicia Rashād pour le rôle de Lena Younger dans A Raisin in the Sun
  - Susan Sarandon pour le rôle de Doris Duke dans Bernard et Doris (Bernard and Doris)

#### Meilleure équipe de cascadeurs dans une série télévisée
- Heroes
  - Friday Night Lights
  - Prison Break
  - The Closer
  - The Unit : Commando d'élite (The Unit)

### Screen Actors Guild Life Achievement Award
- James Earl Jones

## Récompenses et nominations multiples

### Nominations multiples

#### Cinéma
5 : Doute
3 : Harvey Milk, L'Étrange Histoire de Benjamin Button
2 : The Dark Knight, Frost/Nixon, Slumdog Millionaire

#### Télévision
3 : Boston Justice, John Adams, 30 Rock, Mad Men, The Closer
2 : Dexter, Dr House, Bernard et Doris, Entourage, The Office, Recount, Weeds

### Personnalités
2 : Kate Winslet

### Récompenses multiples

#### Cinéma
2/2 :  The Dark Knight

#### Télévision
3/3 : 30 Rock
2/3 : John Adams